# Approche intégrée de l'égalité entre les femmes et les hommes
 (janvier 2021).
La mise en forme du texte ne suit pas les recommandations de Wikipédia : il faut le « wikifier ».
Les points d'amélioration suivants sont les cas les plus fréquents. Le détail des points à revoir est peut-être précisé sur la page de discussion.
- Les titres sont pré-formatés par le logiciel. Ils ne sont ni en capitales, ni en gras.
- Le texte ne doit pas être écrit en capitales (les noms de famille non plus), ni en gras, ni en italique, ni en « petit »…
- Le gras n'est utilisé que pour surligner le titre de l'article dans l'introduction, une seule fois.
- L'italique est rarement utilisé : mots en langue étrangère, titres d'œuvres, noms de bateaux, etc.
- Les citations ne sont pas en italique mais en corps de texte normal. Elles sont entourées par des guillemets français : « et ».
- Les listes à puces sont à éviter, des paragraphes rédigés étant largement préférés. Les tableaux sont à réserver à la présentation de données structurées (résultats, etc.).
- Les appels de note de bas de page (petits chiffres en exposant, introduits par l'outil «  Source ») sont à placer entre la fin de phrase et le point final[comme ça].
- Les liens internes (vers d'autres articles de Wikipédia) sont à choisir avec parcimonie. Créez des liens vers des articles approfondissant le sujet. Les termes génériques sans rapport avec le sujet sont à éviter, ainsi que les répétitions de liens vers un même terme.
- Les liens externes sont à placer uniquement dans une section « Liens externes », à la fin de l'article. Ces liens sont à choisir avec parcimonie suivant les règles définies. Si un lien sert de source à l'article, son insertion dans le texte est à faire par les notes de bas de page.
- La présentation des références doit suivre les conventions bibliographiques. Il est recommandé d'utiliser les modèles {{Ouvrage}}, {{Chapitre}}, {{Article}}, {{Lien web}} et/ou {{Bibliographie}}. Le mode d'édition visuel peut mettre en forme automatiquement les références.
- Insérer une infobox (cadre d'informations à droite) n'est pas obligatoire pour parachever la mise en page.

Pour une aide détaillée, merci de consulter Aide:Wikification.
Si vous pensez que ces points ont été résolus, vous pouvez retirer ce bandeau et améliorer la mise en forme d'un autre article.
 (janvier 2021).
Le contenu est difficilement compréhensible vu les erreurs de traduction, qui sont peut-être dues à l'utilisation d'un logiciel de traduction automatique.
L'approche intégrée de l'égalité entre les femmes et les hommes (ou approche intégrée de l’égalité ou intégration d'une perspective/dimension de genre ou intégration d'une démarche soucieuse de l'égalité entre les femmes et les hommes ou intégration sexospécifique ; gender mainstreaming en anglais) est un « concept-méthode » de politique publique. Celui-ci consiste à évaluer pour les personnes de sexes différents les différentes implications de chaque action politique planifiée. Le Conseil de l'Europe la définit ainsi : « Une intégration de l’égalité des sexes dans toutes les politiques publiques, à tous les niveaux et à toutes les étapes, par tous les acteurs à qui revient l’élaboration de ces politiques »,,.
L'approche intégrée de l'égalité promeut surtout une approche pluraliste (à appliquer dans toutes les institutions politiques, et non uniquement celles spécifiquement dédiées à l'égalité femmes-hommes) qui valorise la diversité parmi les personnes de sexes différents, en intégrant les spécificités de leurs situations et dynamiques sociales, contrairement à la neutralité du genre.

## Historique
Le concept d'approche intégrée de l'égalité a été proposé pour la première fois lors de la troisième Conférence mondiale des Nations Unies sur les Femmes (en) de 1985 à Nairobi (Kenya) ; puis a été développé par la Commission des Nations unies de la Condition de la femme (CCF). L'idée a été formellement présentée en 1995 par des ONG lors de la quatrième Conférence mondiale sur les femmes à Pékin (Chine) et devient un engagement des états membres, étant présent dans le Programme d'action de Beijing issu de la conférence.
En 1998, une recommandation du Comité des ministres du Conseil de l’Europe encourage l'application d'une politique intégrant la perspective de l’égalité entre les femmes et les hommes à tous les niveaux et dans tous les champs.
En 1996, la Commission européenne diffuse une communication titrée « Mainstreaming », puis une feuille de route pour l’égalité entre les femmes et les hommes pour la période 2006-2010, et ajoute les articles 2 et 3 du traité instituant la Communauté européenne (TCE). Ces différents textes participent à la définition de l'approche intégrée de l'égalité et à la constitution de ses possibles applications, tout en restant proche des politiques traditionnelles, de sorte qu'on peut parler d'une « stratégie double ».

## Définition
La plupart des définitions de l'approche intégrée de l'égalité correspondent au concept formellement défini par le Conseil économique et social des Nations unies :

« Intégrer une démarche d’équité entre les sexes, c’est évaluer les incidences pour les femmes et pour les hommes de toute action envisagée, notamment dans la législation, les politiques ou les programmes, dans tous les secteurs et à tous les niveaux. Il s’agit d’une stratégie visant à incorporer les préoccupations et les expériences des femmes aussi bien que celles des hommes dans l’élaboration, la mise en œuvre, la surveillance et l’évaluation des politiques et des programmes dans tous les domaines - politique, économique et social - de manière que les femmes et les hommes bénéficient d’avantages égaux et que l’inégalité ne puisse se perpétuer. Le but ultime est d’atteindre l’égalité entre les sexes,. »

Il existe différentes approches de l'intégration du genre :
- l'approche institutionnelle s'intéresse à la manière dont chaque organisation adopte et met en œuvre des politiques d'intégration sexospécifique. Cela implique souvent une analyse des recoupements entre les politiques nationales et internationales[12].
- la perspective discursive interroge la manière dont l'approche intégrée de l'égalité reproduit dans les discours (et par le langage) les relations de pouvoir, en particulier dans les problématisations des thèmes. Cette approche s'appuie sur l'étude de divers documents, résolutions et accords de paix pour déterminer comment ceux-ci reproduisent les récits de genre dans un contexte politique[12].

Ces approches ne sont pas nécessairement concurrentes et peuvent être considérées comme complémentaires.
Cependant, l'emploi de ces approches peut également refléter différents paradigmes féministes. Par exemple, le féminisme libéral est fortement mobilisé dans l'intégration sexospécifique en interrogeant la binarité du genre dans la sphère publique et politique. Le féminisme poststructuraliste (en) peut être reconnu dans la pensée du « gender mainstreaming » en cela qu'il cherche à ne pas se référer uniquement au paradigme de la différence des sexes comme seul axe de l'approche intégrée de l'égalité mais tend à mettre en évidence la diversité des politiques et ses ramifications.

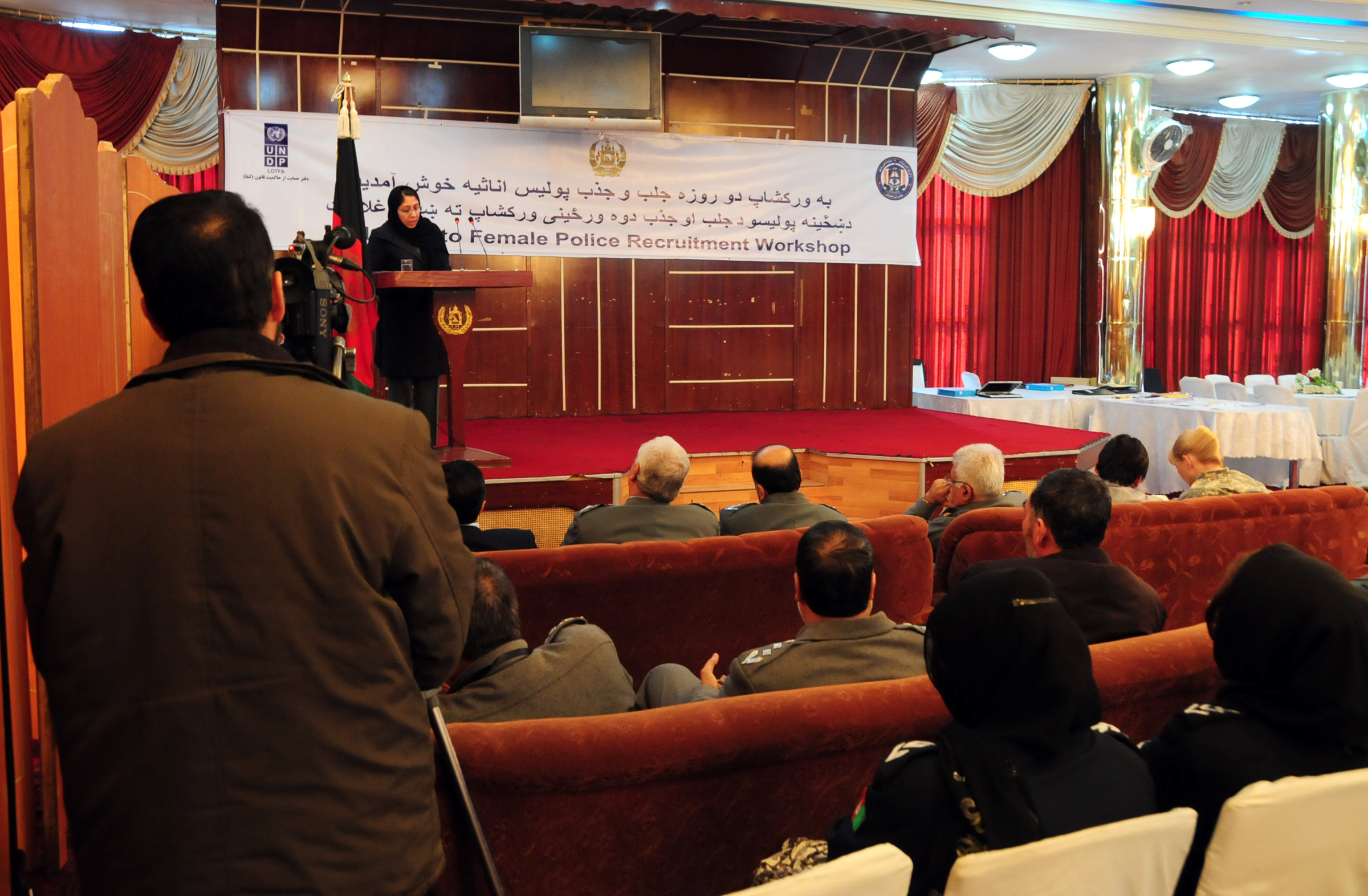
Col. Shafiqa Quraishi, Directrice de l'Unité d'intégration du genre de la Police nationale afghane, prend la parole lors d'une conférence de recrutement de femmes pour l'ANP. La conférence de 2 jours avait pour objectif de parler du recrutement et de la formation de 5 000 femmes supplémentaires que le président afghan Hamid Karzai avait demandé à la police de faire.

## Prioriser l'égalité entre les genres
L'intégration d'une perspective de genre tente, entre autres, de garantir la perspective de l'égalité des genres dans toutes les politiques. Selon Jacqui True (en), professeure de politique et de relations internationales, « toute politique ou législation devrait être évaluée du point de vue de la réduction ou de l'augmentation des inégalités entre les genres ». Ce concept d'égalité des genres ne se limite pas à une égalité formelle, (législation) mais inclut également l'égalité de facto (de fait). C'est ainsi une approche globale de la politique intégrant la dimension du genre afin de s'attaquer, de façon intersectionnelle, aux conditions de productions qui créent une hiérarchie entre les sexes dans tous les domaines de la vie (travail, politique, sexualité, culture et violence).
Emanuela Lombardo (es) note que si l'approche intégrée du genre a bien été appliquée, « Il devrait y avoir des preuves que les objectifs et les politiques relevant de l'égalité entre les genres qui sont particulièrement importantes pour les femmes ont été préférées dans l'U.E parmi des objectifs concurrents (en termes de ressources financières et humaines) ».

## Intégrer le genre dans la politique et la prise de décision
Nadine Puechguirbal, en adoptant une approche discursive, estime que pour réussir à intégrer une perspective sexospécifique en politique, l'importance du langage doit être réévaluée et que ce dernier doit être utilisé pour changer la façon dont les femmes sont perçues.
Historiquement, les documents concernant les accords internationaux, les négociations en faveur de la paix et les résolutions juridiques ont perpétué des stéréotypes qui privent les femmes de pouvoir. Cela peut s'observer au travers de l'utilisation du langage, quelquefois de façon aussi criante que dans la devise du programme de Désarmement, Démobilisation et Réintégration (DDR) des Nations unies : « Un homme, une arme ».
Les problématiques liées aux questions de genre devraient être présentes dans tous les domaines politiques. « Il doit y avoir des preuves que l'agenda politique traditionnel a été réorienté en repensant et en réarticulant les finalités et moyens politiques dans une perspective intégrée du genre » dit Lombardo, faisant référence à l'autrice Rounaq Jahan (en), politologue et leader féministe. Comme l'indique le Programme d'action de Beijing « l'égale participation des femmes à la vie politique joue un rôle central dans le processus général de promotion des femmes ».
En outre, selon Hilary Charlesworth et le Programme d’action de Beijing, « sans la participation active des femmes et l’incorporation de la perspective des femmes à tous les niveaux de prises de décision, les objectifs d’égalité, de développement et de paix ne peuvent être atteints ». Par conséquent Lombardo affirme que les femmes et les hommes devraient être représentés de manière égale dans toute institution décisionnelle.

## Consolidation de la paix après les conflits (PCPB)
La consolidation de la paix après les conflits (PCPB) bénéficie particulièrement de l'intégration de la dimension de genre. Diverses recherches féministes ont conclu que les conflits violents touchaient différemment les femmes et les hommes, par exemple le viol en temps de guerre, et que les politiques actuelles concernant le PCPB sont insuffisantes pour pallier la position défavorisée des femmes dans les structures de pouvoir dominées par les hommes. Ces positions sont encore renforcées par la politique du PCPB, tant nationalement qu'internationalement.
L'intégration sexospécifique dans le PCPB mettrait l'accent sur l'importance des considérations sexospécifiques sur des problèmes particuliers qui affectent de manière disproportionnée les femmes dans les situations d'après-conflit. Cela signifierait que la politique refléterait une reconnaissance des nombreux cas de violences sexuelles perpétrées contre les femmes en temps de guerre, entre autres problèmes auxquels (principalement) les femmes sont confrontées pendant les conflits.
L'un des principaux objectifs de l'approche intégrée de l’égalité dans la consolidation de la paix après les conflits est de réduire la tendance qu'a la communauté internationale à instaurer un retour à la « normale » dans la région d'après-conflit puisque celui-ci, comme le rapporte une grande partie des recherches féministes, est un système patriarcal accablant pour les femmes. Lori Handrahan remarque que la communauté internationale impliquée dans une grande partie du PCPB « tolère des niveaux élevés de violence contre les femmes dans leurs propres sociétés ». Une politique qui donne un statut prioritaire au genre dans ses objectifs, mesures et applications, chercherait à bâtir une société où les femmes sont dans une meilleure situation qu’avant l’éclatement du conflit.

## Changements dans les institutions
L'approche intégrée de la dimension de genre peut être considérée comme un processus de changement structurel. Elle doit être institutionnalisée par des étapes, des mécanismes et des processus concrets dans toutes les parties des organismes politiques. Selon E.Lombardo, ce changement comporte trois aspects : le processus politique, les mécanismes politiques et les acteurs politiques :

« 1. Un changement de processus politique signifie que le processus « est réorganisé afin que les acteurs ordinaires sachent comment intégrer une perspective de genre » ou que l'expertise en matière de genre est incluse « comme exigence normale pour les décideurs. » (Conseil de l'Europe 1998, 165)
2. Un changement dans les mécanismes politiques implique (a) l'adoption d'une coopération horizontale sur les questions de genre dans tous les domaines politiques, niveaux et départements ; et b) l’utilisation d’outils et de techniques politiques appropriés pour intégrer la variable sexospécifique dans toutes les politiques et de suivre et évaluer toutes les politiques dans une perspective sexospécifique.
3. L'éventail des acteurs politiques participant au processus d'élaboration des politiques est élargi pour inclure, outre les décideurs et les fonctionnaires, les experts en genre et la société civile. »

— Lombardo, E., Integrating or Setting the Agenda? Gender Mainstreaming in the European Constitution-Making Process. Social Politics N° 12(3), pages 417-18

## Budgétisation sexospécifique
La budgétisation sexospécifique englobe les activités et les initiatives visant à préparer des budgets ou à analyser les politiques et les budgets dans une perspective intégrée du genre, aussi désignée par "budgétisation sensible au genre" ou de "budgétisation favorable à l'égalité des sexes". La budgétisation sexospécifique ne vise pas à créer des budgets séparés pour les femmes, ou seulement à augmenter les dépenses consacrées aux programmes destinés aux femmes; de fait il s'agit plutôt de résoudre les problèmes d'inégalité budgétaire entre les sexes, par exemple la manière dont la hiérarchie des genres influence les budgets et le travail non rémunéré ou faiblement rémunéré basé sur la division sexuelle du travail,.

## Exemples
Selon Jacqui True, « le mainstreaming a été établi comme une stratégie mondiale pour parvenir à l'égalité entre les genres et, par conséquent, atteindre un développement économique durable dans le Programme d'action de Beijing de 1995, ratifié par tous les États membres des Nations unies. Il incombe désormais aux États-nations et aux organisations internationales de procéder à l'intégration de la dimension du genre dans leurs politiques. En tant que telle, l'intégration sexospécifique a été largement approuvée par les gouvernements individuels et les organes régionaux supra-étatiques. »

### Nicaragua
L'élection de 1990 au Nicaragua a vu Violeta Chamorro devenir la première présidente des Amériques, le 25 avril, contre un homme sortant. Cela a contribué à mobiliser l'approche intégrée de la perspective de genre au Nicaragua. En 1993, l'organisation des femmes sandinistes (en), l'Institut Nicaraguayen de Recherche sur les Femmes, ont été ressourcées et renommées par le gouvernement de Chamorro en Institut Nicaraguayen de la Femme (INIM) ; cela afin d'encourager l'implication des femmes nicaraguayennes dans le développement économique, social, culturel et politique du pays et de promouvoir un changement dans les politiques liées au genre. Plus précisément, l'INIM vise à instituer dans tous les secteurs un système d'indicateurs fondés sur l'égalité entre les genres et de parvenir à l'égalité des chances pour tous les programmes de l'État. En 1994, l'INIM a mené des discussions avec 62 groupements de femmes, pour mobiliser leurs initiatives et ainsi élaborer un projet de loi, ce qui a abouti à un plan définissant, identifiant, le patriarcat, le sexisme et les stéréotypes de genre pour réduire les inégalités en matière d'éducation, d'emploi et de violence.
Bien que l'Institut Nicaraguayen pour les Femmes ait affirmé avoir « joué un rôle déterminant dans l'intégration des principes et stratégies pour l'égalité entre les genres dans l'agriculture, le développement socioéconomique, l'enseignement supérieur et la prévention de la violence sexuelle et domestique », l'Assemblée générale des Nations unies pour l’Élimination de la Discrimination contre les Femmes a soulevé, en 2007, plusieurs préoccupations, telles que des retards législatifs concernant les droits importants pour les femmes, le manque d'études sur l'avortement et les fonds disponibles de l'Institut.

### Taïwan
Sous l'influence de la communauté onusienne, l'usage du terme s'est accru à Taïwan depuis 2000. Les organisations féministes locales ont des points de vue différents sur l'intégration de la perspective de genre. Certaines ont estimé que la Commission pour la Promotion des Droits des Femmes relevant du Yuan exécutif devrait l'inclure, tandis que d'autres groupes, tels que l'Alliance nationale des associations de femmes de Taiwan, ont estimé que l'intégration de la dimension du genre n'est pas la promotion des droits des femmes mais une évaluation de toutes les politiques et nécessite un organisme spécifiquement dédié.
La Fondation pour la promotion et le développement des droits des femmes (FWRPD) a mené des recherches sur l'intégration sexospécifique et le développement de l'égalité entre les genres, produit des ressources pour la formation et l'éducation sur le genre, mis en réseau des groupes de femmes et des entrepreneurs, participé à des échanges internationaux aux Nations unies et aux réunions de l'APEC sur le genre.

### Vienne, Autriche
Fin 2006, le conseil municipal de Vienne a décidé plusieurs mesures sexospécifiques dans les supports d'informations et les espaces publics, pour représenter les femmes autant que les hommes sur les pictogrammes et les tableaux d'affichages informatifs. Ainsi ceux indiquant une table à langer publique montre aussi une silhouette masculine prenant soin du bébé,, de même pour les blocs lumineux signalant les voies d'évacuation d'urgence représentent aussi une femme aux cheveux longs qui court dans des bottes à talons hauts.
Un jardin d'enfants pilote utilise maintenant une aire de jeu ouverte et flexible au lieu de « coins de jeu » spécialisés avec des voitures jouets et des LEGO pour les garçons ou des poupées et de fausses cheminées pour les filles. Dans certains jardins d'enfants pilotes, des contes de fées traditionnels ont été réécrits et un recueil de chansons mettant en vedette des femmes actives a été créé.
Les changements d'infrastructure ont inclus des terrains de jeux unisexes pour les parcs de la ville, qui encouragent les jeunes garçons et filles à se mélanger. De plus, les lampadaires sont repensés pour rendre les parcs ainsi que les trottoirs plus sûrs pour les joggeurs et joggeuses nocturnes.

### Opérations de maintien de la paix des Nations Unies
Les Nations unies ont commencé à reconnaître l’importance de l’intégration d’une perspective sexospécifique en tant qu’outil pour parvenir à l’égalité entre les sexes au milieu des années 1990, comme l'indique le Programme d’action de Beijing et dans le rapport du Secrétaire général au Conseil économique et social,.
En octobre 2000, le Conseil de sécurité des Nations unies a adopté la Résolution 1325 qui appelle à une participation accrue des femmes à la prévention, à la gestion et à la résolution des conflits. Le maintien de la paix était un domaine particulièrement préoccupant, et le Conseil de sécurité a reconnu « la nécessité urgente d'intégrer une perspective sexospécifique dans les opérations de maintien de la paix ». Le Conseil a prié « le Secrétaire général, le cas échéant, d'inclure dans son rapport au Conseil de sécurité les progrès de l'approche intégrée du genre dans les missions de maintien de la paix et tous les autres aspects relatifs aux femmes et aux filles ». En conséquence, il y a eu une augmentation du personnel féminin dans les opérations de maintien de la paix. Ainsi dans celles-ci et dans les missions politiques spéciales, en 2012, 29% du personnel à l'international et 17% du personnel national étaient des femmes, ce qui montre, comparé à la représentation des femmes au siège des Nations unies (48%), qu'il reste beaucoup à faire.

### Union européenne
La politique d' égalité de l'Union européenne se compose de trois piliers : (1) la lutte contre la discrimination, (2) les politiques d'action positive et (3) l'approche intégrée de l’égalité.
Dans les années 1990, l' Union européenne a officiellement inscrit l'intégration d'une perspective de genre à son programme, « fixant le principe dans les articles des traités, les programmes d'action et de communications, et mettant en place des organismes et mécanismes institutionnels pour promouvoir l'incorporation d'une perspective de genre dans l'élaboration des politiques ». Plus précisément, l'intégration d'une démarche soucieuse de l'égalité entre les femmes et les hommes a été introduite en 1991 dans la Communauté européenne en tant qu'élément du troisième programme d'action sur l'égalité des chances. Actuellement la base juridique de l'intégration de la perspective de genre dans le droit européen est l'article 8 du traité sur le fonctionnement de l'Union européenne (TFUE) : « Dans toutes ses activités, l'Union vise à éliminer les inégalités et à promouvoir l'égalité entre les hommes et les femmes ».
Ce qui suit est un aperçu non exhaustif des initiatives actuelles de gouvernance du genre dans l'Union européenne qui encouragent l'approche intégrée de l’égalité.
Par exemple, depuis 1997, l'intégration d'une perspective de genre fait partie de la stratégie européenne pour l'emploi (en), un concept lancé par le Conseil européen. Cette stratégie exige des gouvernements qu'ils adoptent une approche conforme au concept d'intégration d'une démarche soucieuse de l'égalité entre les femmes et les hommes en conduisant les politiques de l'emploi,.
Quelques exemples factuels : de nouvelles lois sur l'égalité des chances nécessitant l'intégration d'une perspective de genre (ainsi en France les partenaires sociaux sont tenus de promouvoir l'égalité des sexes par des conventions collectives) ; une analyse sexospécifique ou une évaluation intégrant le genre des différents ministères, services publics (Finlande, Suède) ; ou de tous les nouveaux textes législatifs. Pour Jill Rubery (en), professeure en système de l'emploi comparé à la Manchester School of Management, jusqu'ici « l'expérience a été mitigée: bien que l'argument, à savoir qu'augmenter l'emploi des femmes est décisif pour réaliser les aspirations de l'Europe à un plus haut taux d'emploi, a été largement accepté, l'engagement pour améliorer la qualité de l'offre de travail aux femmes est beaucoup plus faible et plus fragile. »
Un deuxième exemple est celui des réseaux transnationaux de femmes, tels que le Lobby européen des femmes (LEF), créée en 1990, qui est une importante organisation de femmes au niveau de l'UE. Environ 2 500 ONGs de 28 pays européens (et trois candidats à l'intégration) en font partie,,. Le Lobby européen des femmes encourage « la coordination des groupes citoyens de femmes sur les scènes de l'UE ». Le LEF a encouragé l'implication des organisations de femmes dans le processus de gouvernance du genre. En outre, le LEF a fait pression pour « une stratégie de l'UE pour promouvoir, mettre en œuvre et faciliter la contribution de la société civile et en particulier des organisations de femmes au débat européen en tant qu'élément essentiel du modèle social européen ». Une autre organisation importante est Women in Development Europe (WIDE). Ce réseau créé en 1985 est composé d'ONGs, d'organisations de femmes, d'experts en genre et d'activistes actifs dans le movement. Women in Development Europe surveille les politiques et pratiques européennes, économiques et de développement:52 et est impliquée en tant que source de connaissances dans de nombreuses étapes de l'élaboration des politiques:52.
Un autre acteur de la gouvernance du genre est l'Institut européen pour l'égalité entre les hommes et les femmes (EIGE), créé en mai 2007. L'EIGE est mandaté pour « fournir une expertise, améliorer les connaissances et accroître la visibilité de l'égalité entre les hommes et les femmes »:53.
Il existe de nombreuses autres initiatives au niveau de l'UE, pour n'en citer que quelques-unes : le Comité Consultatif sur l'Égalité des Chances pour les Femmes et les Hommes (Advisory Committee on Equal Opportunities for Women and Men) :57, le Groupe de Haut Niveau sur l'Intégration d'une Perspective de Genre (High Level Group on Gender Mainstreaming) :58, Groupe Interservices sur l'Égalité des Genres (Inter-Service Group on Gender Equality), Groupe informel d'experts sur l'égalité entre les genres dans la coopération au développement (informal Group of Experts on Gender Equality in Development Cooperation) :61, Femmes en Europe pour notre Avenir à Tous (Women in Europe for our Common Future).

## Critiques

### Résultats inefficaces
Maria Stratigaki, professeure adjointe au Département de Politique Sociale de l'Université Panteion, affirme que l'effet transformateur de l'intégration d'une perspective de genre fut minime et que son application a conduit à des résultats contradictoires. L'intégration sexospécifique a ouvert des opportunités importantes dans de nouveaux domaines politiques, tandis que dans certains autres l'action positive a été atténuée. Elle affirme également que, au moins à partir de 2003, l’intégration d’une perspective sexospécifique n’a réussi ni à affecter les domaines politiques essentiels ni à transformer radicalement le processus d'élaboration des politiques au sein des institutions européennes.
Certains disent que l'intégration de la perspective de genre n'a pas amélioré la participation des femmes à la prise de décision. Comme le fait remarquer Charlesworth, « dans le domaine le plus aisément mesurable, l'emploi des femmes aux Nations Unies à des postes professionnels et de direction, les progrès ont été frileux. En 2004, les femmes occupaient 37,4% de ces postes. Le taux de croissance annuel estimé vers l'objectif de 50% [...] est de 0,4%. En plus de cette croissance lente, il existe une hiérarchie considérable basée sur le sexe. Le 30 juin 2004, les femmes occupaient 83,3 % des postes au plus bas niveau professionnel (P-1) mais seulement 16,7% au niveau le plus élevé (secrétaire général adjoint) ». Dans le même ordre d'idées, concernant l'Union européenne, E. Lombardo rapporte qu'en 2003, les femmes constituaient seulement 20% des représentants des chefs d'État ou du gouvernement des États membres, 10% des représentants des parlements nationaux, 31,25% des représentants du Parlement européen et ainsi de suite.
Jacqui True affirme que l'intégration d'une perspective de genre ne se résume pas à une simple augmentation du nombre de femmes au sein d'une institution spécifique. Il s'agit de changer la conscience de la société, de sorte que les effets d'une politique concernant les femmes et les hommes soient réellement réfléchis et analysés avant d'être mis en œuvre. S'il est nécessaire que les féministes s'associent avec les institutions traditionnelles, la capacité de l'intégration sexospécifique à déconstruire la masculinisation prégnante des institutions varie en fonction des caractéristiques de leur politique, de la nature politique des institutions et de la qualité des concertations entre les institutions, la société civile et d'autres membres du mouvement des droits des femmes. Le danger de l'intégration d'une démarche soucieuse de l'égalité entre les femmes et les hommes est que de gros compromis peuvent être faits pour de petits gains et peuvent ainsi conduire à ce que la féministe Carol Dines, professeure de sociologie, appelle le « féminisme du ruissellement » : c'est-à-dire "s'efforcer d'augmenter la présence des femmes aux postes d'élite sans une stratégie pour un changement économique et social plus large représente une sorte de « féminisme de ruissellement ».

### Mise en œuvre insuffisante
Hilary Charlesworth remarque que « bien qu'il n'ait pas été difficile d'encourager l'adoption du vocabulaire du mainstreaming, il y a peu de preuves de supervision ou d'un suivi. Un problème constant pour toutes les organisations qui ont adopté l'approche sexospécifique est la traduction des engagements en actions ». Elle poursuit : « Un examen des politiques d'approche intégrée du genre mises en œuvre dans le cadre du Programme des Nations Unies pour le développement, de la Banque mondiale et de l' OIT a révélé une budgétisation inadéquate pour les composantes sexospécifiques des projets, un développement insuffisant des compétences analytiques, une mauvaise supervision de la mise en œuvre des composantes sexospécifiques et un manque d'engagement politique tant au sein des organismes qu'au niveau des pays. »

### Obstacles au progrès
Maria Stratigaki affirme que l'action positive été mise en retrait après le lancement de l'intégration sexospécifique en raison de la manière spécifique dont celle-ci a été utilisée par les opposants à l'égalité entre les genres. Selon M. Stratigaki, « presque toutes les analyses [de l'approche sexospécifique] conviennent qu'il s'agit d'une stratégie qui complète mais ne remplace pas les politiques d'égalité spécifiques à la dimension du genre précédentes telles que la législation sur l'égalité de traitement et l'action positive ». Cependant, elle déclare aussi que « dans des environnements hostiles en matière de politique d'égalité entre les genres (i.e. les structures patriarcales des organisations institutionnelles ou la prévalence d'objectifs politiques contraires à l'égalité entre les genres, etc.), [l'intégration de la dimension de genre] peut être conçue et appliquée comme une alternative à l'action positive. et utilisé pour minimiser l’objectif global final de l’égalité entre les genres ».
Il est vrai que dans la pratique, les tentatives d'intégrer la dimension du genre au sein des institutions internationales ont conduit à sa marginalisation et à son invisibilisation croissante dans chaque domaine politique. Anne-Marie Goetz, professeure clinicienne à l'Université de New-York, et Joanne Sandler, consultante pour l'égalité des sexes et en développement des organisations, affirment qu'ironiquement, l'intégration du genre risque de devenir la responsabilité de tous et de personne en même temps. L'approche sexospécifique peut permettre à ceux au pouvoir qui ne sont pas vraiment intéressés par les mouvements féministes d'adopter le langage des droits des femmes, qui devient ainsi davantage un outil utilisé pour légitimer les actions des gouvernements. L'approche intégrée de l'égalité devient alors davantage une question de conseil aux gouvernements que de promotion de l'égalité des genres.

### Autres critiques
Deux critiques principales portent d'une part sur le risque possible d'une remise en question de l'utilité d'instances spécifiquement dédiées à l'égalité entre les femmes et les hommes du fait du caractère transversal du gender mainstreaming et d'autre part sur la possibilité d'une lecture « symétrique » des rapports femmes-hommes du fait d'un raisonnement en termes de genre.
Alors que les différences entre les différents mouvement féministes sont passées sous silence, le type de féminisme susceptible d'être mis en place dans l'intégration sexospécifique peut être seulement un féminisme occidental ou de classe moyenne. De sorte que les politiques sexospécifiques au sein des organisations internationales qui sont promues par les élites, manquant de fait d'expertises locales, peuvent saper la contribution des groupes de femmes locaux ce qui ne démontrent pas une volonté politique claire de lutter contre les inégalités entre les genres.
Au contraire, si les institutions contactent les mouvements féministes, cela démontre de la transparence, l'inclusion, la responsabilité et un processus de mise en œuvre plus susceptible d'être suivi avec efficacité. Par exemple, afin d'intégrer la dimension du genre dans leur développement, les objectifs du Millénaire pour le développement (OMD) furent élaborés en consultant un minimum les groupes de femmes. Les OMD ont produit un nombre considérable de discours théoriques sur les objectifs, mais à beaucoup moins d'analyses sur la manière de les appliquer.
Jacqui True met en évidence la tendance de l'intégration sexospécifique à devenir un prétexte pour utiliser les femmes surtout comme sujets économiques de sorte qu'elles sont conçues en termes de croissance économique et non en rapport à l'idéal d'une occupation égale et paritaire des positions de pouvoir dans la société.